# San Rufo
San Rufo é uma comuna italiana da região da Campania, província de Salerno, com cerca de 1.850 habitantes. Estende-se por uma área de 31 km², tendo uma densidade populacional de 60 hab/km². Faz fronteira com Corleto Monforte, San Pietro al Tanagro, Sant'Arsenio, Teggiano.

## Demografia
| Variação demográfica do município entre 1861 e 2011                               |
|                                                                                   |
| Fonte: Istituto Nazionale di Statistica (ISTAT) - Elaboração gráfica da Wikipedia |